# Янчук Олександр Спиридонович
Оле́сь Янчу́к (ім'я при народжені Янчук Олександр Спиридонович; нар. 29 вересня 1956, Фастів, Київська область) — український режисер, продюсер, сценарист, Народний артист України.
З 1 квітня 2014 року — директор Кіностудії ім. Олександра Довженка. З 28 серпня 2017 року по 2023 рік був головою НСКУ.

## Життєпис
З 1964 по 1974 роки навчався у школі № 9 міста Фастів. Навчався у Київському фотоучилищі. У 1976 році вступив до Київського національного університету імені Тараса Шевченка на факультет журналістики. У 1979 році був зарахований до творчої майстерні Юрія Лисенка і Аркадія Народицького на Кінорежисерський факультет Київського театрального інституту імені Карпенка Карого.
У 1984 році захистив диплом картиною «Випадок у ресторані» за оповіданням В. Шукшина.
З 1984 по 1989 роки асистент режисера на Київській кіностудії художніх фільмів ім. О. П. Довженка.
У 1989 році дебютував як режисер — постановник у короткометражному фільмі «В далеку путь».
11 вересня 1998 року присвоєно звання Заслужений діяч мистецтв України, а з
10 вересня 2008 року присвоєно знання Народний артист України.
1 квітня 2014 року став директором Національної кіностудії художніх фільмів імені Олександра Довженка.
28 серпня 2017 року на XIV Позачерговому з'їзді Національної спілки кінематографістів України (НСКУ) Олеся Янчука обрано головою Спілки.
Лавреат Премії імені Богдана Хмельницького за краще висвітлення військової тематики у творах літератури та мистецтва (2020) у номінації «Твори кіномистецтва військової тематики» — як режисер фільму «Таємний щоденник Симона Петлюри».

## Фільмографія

### Режисер
Повнометражні художні фільми
- Погань (1990, 2-й режисер)
- Голод-33 (1991)
- Атентат — Осіннє вбивство у Мюнхені (1995)
- Нескорений (2000)
- Залізна сотня (2004)
- Владика Андрей (2008)
- Таємний щоденник Симона Петлюри (2018)[7][8]

Короткометражні фільми
- Випадок у ресторані (1984)
- В далеку путь (1989)

Документальні фільми
- Музей Степана Бандери у Лондоні (2006, документальний фільм)
- Маленькі бойки (2012, документальний фільм)
- Українське Різдво у Ватикані (2013, документальний фільм)

### Продюсер
- Атентат — Осіннє вбивство у Мюнхені (1995)
- Нескорений (2000)
- Казка про гроші (2017)

### Сценарист
- Атентат — Осіннє вбивство у Мюнхені (1995)
- Владика Андрей (2008)